# Ізвоаре (Синжерейський район)
Ізвоаре (рум. Izvoare) — село у Синжерейському районі Молдови. Адміністративний центр однойменної комуни, до складу якої також входить село Валя-Норокулуй.

## Населення
За даними перепису населення 2004 року у селі проживали 482 особи.
Національний склад населення села:
| Національність       | Кількість осіб | Відсоток |
| -------------------- | -------------- | -------- |
| молдавани            | 391            | 81,1%    |
| українці             | 45             | 9,3%     |
| росіяни              | 41             | 8,5%     |
| болгари              | 2              | 0,4%     |
| інша / без відповіді | 3              | 0,6%     |
| Всього               | 482            | 100%     |